# 扎哈拉·依布拉欣
丹斯里扎哈拉·依布拉欣（1952年11月17日—），马来亚（西马）第十一任首席法官。她还担任马来西亚国家基建公司主席。